# Denis Mérigot
Denis Mérigot, né le 5 juin 1954 à Martizay (Indre), est un footballeur français reconverti entraîneur.

## Biographie
Issu d'une famille de footballeur, un temps attiré par le tennis de table, Denis Mérigot choisit le sport familial.
Denis Mérigot est le plus jeune buteur de La Berrichonne de Châteauroux. Lors de la saison 1971-1972, la « Berri » ne va pas très fort et Gérard Wozniok fait appel à un junior de 17 ans et quelques mois. Il joue son premier match contre l'ES La Rochelle alors qu'il n'est que junior. Au stade Gaston-Petit, il inscrit les deux buts du match. Après cela, il continue à jouer en Division 2 toute la saison et est sélectionné en équipe de France juniors avec Rolland Courbis comme capitaine. 
En mars 1972, Robert Budzynski, alors directeur sportif du FC Nantes, vient à Martizay pour lui faire signer son contrat qui prend effet pour la saison 1972-1973. 
En Loire-Atlantique, il rencontre des hommes comme José Arribas et Jean-Claude Suaudeau et le « jeu à la nantaise ». Il joue aux côtés de Henri Michel, Éric Pécout ou encore Maxime Bossis.
Dans l'accord de transfert de l’entraîneur Jean Vincent du FC Lorient à Nantes en 1976, il est conclu qu'un joueur ferait le trajet inverse, c'est Denis Mérigot. Il revient ensuite au FC Nantes pour la saison 1977-1978 et prend part à son seul et unique match de Coupe des champions contre le Legia Varsovie.
Avant de retourner à la Berrichonne où il joue pendant presque 10 saisons,.
Denis Mérigot devient ensuite adjoint au sein du staff technique de 1992 à 2008 sous plusieurs entraîneurs : Victor Zvunka, Joël Bats, Thierry Froger, Victor Zvunka, Didier Ollé-Nicolle, Cédric Daury, Frédéric Zago, Cédric Daury et Christian Sarramagna.
Lors de la saison 2008-2009, Sarramagna se retire en décembre 2008. Mérigot assure alors l'intérim avec Nicolas Weber jusqu'à la nomination de Dominique Bijotat.
En 2012, Denis Mérigot prolonge pour deux ans le contrat qui le lie à la Berrichonne en tant qu'intendant général pour la partie professionnelle, il continue également à gérer certaines tâches au niveau du centre de formation. Il est en effet responsable administratif à la Tremblère depuis le départ de Dominique Bijotat en 2009. Mais durant la saison 2011-2012, il reprend aussi la place laissée vacante à l'intendance de la section professionnelle.
En 2014, Mérigot prend un rôle plus technique. Il apporte son expérience et ses connaissances dans l’observation de matchs et de joueurs.
En 2014, Denis Mérigot est élu conseiller municipal sur la liste du Maire LR de Châteauroux, Gil Avérous

## Statistiques
Ce tableau présente les statistiques de Denis Mérigot,,.
| Saison                | Club                  | Championnat           | Championnat | Championnat | Coupe(s) nationale(s) | Coupe(s) nationale(s) | Compétition(s) continentale(s) | Compétition(s) continentale(s) | Compétition(s) continentale(s) | Total | Total |
| Saison                | Club                  | Division              | M.          | B.          | M.                    | B.                    | Comp.                          | M.                             | B.                             | M.    | B.    |
| 1970-1971             | LB Châteauroux        | D2                    | 1           | 0           |                       |                       | -                              | -                              | -                              | 1     | 0     |
| 1971-1972             | LB Châteauroux        | D2                    | 17          | 2           |                       |                       | -                              | -                              | -                              | 17    | 2     |
| 1972-1973             | FC Nantes             | D1                    | -           | -           |                       |                       | -                              | -                              | -                              | 0     | 0     |
| 1973-1974             | FC Nantes             | D1                    | -           | -           |                       |                       | -                              | -                              | -                              | 0     | 0     |
| 1974-1975             | FC Nantes             | D1                    | 12          | 3           |                       |                       | C3                             | 1                              | 0                              | 13    | 3     |
| 1975-1976             | FC Nantes             | D1                    | 2           | 0           |                       |                       | -                              | -                              | -                              | 2     | 0     |
| 1976-1977             | FC Lorient (prêt)     | D2                    | 16          | 1           |                       |                       | -                              | -                              | -                              | 16    | 1     |
| 1977-1978             | FC Nantes             | D1                    | 1           | 0           |                       |                       | C1                             | 1                              | 0                              | 2     | 0     |
| 1978-1979             | LB Châteauroux        | D2                    | 32          | 10          | 1                     | 0                     | -                              | -                              | -                              | 33    | 10    |
| 1979-1980             | LB Châteauroux        | D2                    | 32          | 7           | 1                     | 0                     | -                              | -                              | -                              | 33    | 7     |
| 1980-1981             | LB Châteauroux        | D2                    | 34          | 6           | 5                     | 1                     | -                              | -                              | -                              | 39    | 7     |
| 1981-1982             | LB Châteauroux        | D2                    | 22          | 4           |                       |                       | -                              | -                              | -                              | 22    | 4     |
| 1982-1983             | LB Châteauroux        | D2                    | -           | -           |                       |                       | -                              | -                              | -                              | 0     | 0     |
| 1983-1984             | LB Châteauroux        | D2                    | 34          | 3           | 1                     | 0                     | -                              | -                              | -                              | 35    | 3     |
| 1984-1985             | LB Châteauroux        | D2                    | 33          | 2           |                       |                       | -                              | -                              | -                              | 33    | 2     |
| 1985-1986             | LB Châteauroux        | D3                    | 6           | 0           |                       |                       | -                              | -                              | -                              | 6     | 0     |
| 1986-1987             | LB Châteauroux        | D4                    |             |             |                       |                       | -                              | -                              | -                              | 0     | 0     |
| Total sur la carrière | Total sur la carrière | Total sur la carrière | 242         | 38          | 10                    | 3                     | -                              | 2                              | 0                              | 254   | 41    |